# جيروم هايوود
جيروم هايوود (بالإنجليزية: Jerome Haywood)‏ هو لاعب كرة القدم الكندية أمريكي، ولد في 7 يونيو 1978 في لوس أنجلوس في الولايات المتحدة.